# Cíntia Silva dos Santos
Cíntia Silva dos Santos -conocida como Cíntia Tuiú- (Mauá, 31 de enero de 1975) es una jugadora brasileña de baloncesto que ocupa la posición de pívot.
Fue parte de la Selección femenina de baloncesto de Brasil con la que alcanzó la medalla de plata en los Juegos Olímpicos de Atlanta 1996 y la de bronce en los Juegos Olímpicos de Sídney 2000. En el ámbito no olímpico, junto al seleccionado brasileño ganó la medalla de bronce en los Juegos Panamericanos de 2003 en Santo Domingo y la medalla de oro en el Campeonato Mundial de Baloncesto femenino en Australia 1994.